# Elaphoglossum dombeyanum
Elaphoglossum dombeyanum är en träjonväxtart som först beskrevs av Fée, och fick sitt nu gällande namn av Georg Hans Emmo Wolfgang Hieronymus. Elaphoglossum dombeyanum ingår i släktet Elaphoglossum och familjen Dryopteridaceae. Inga underarter finns listade.